# Reloj de Losada

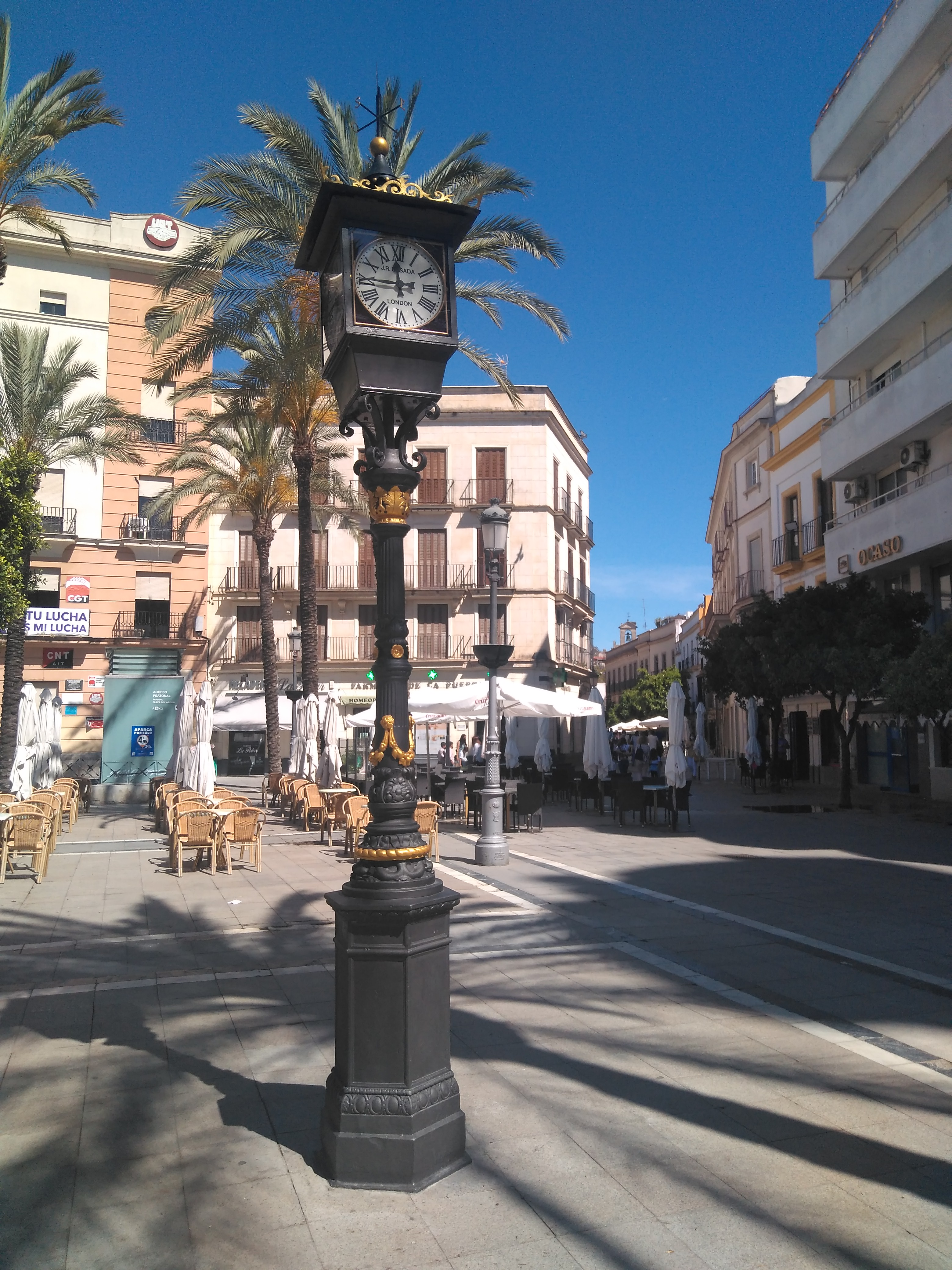
El reloj en mayo de 2021.

El Reloj de Losada es un reloj-farola situado en la Plaza del Arenal de Jerez de la Frontera. Fue instalado en 1857, siendo el primer reloj de España y el segundo del mundo en funcionar mediante un péndulo eléctrico con electroimanes. Su denominación se debe a José Rodríguez Losada, autor del sistema de cuerda instalado en 1867.

## Historia

### Origen y adquisición
El 18 de junio de 1856, la dirección de la línea de ferrocarril Jerez-Muelle del Trocadero, perteneciente a una sociedad inglesa, decidió importar desde Inglaterra un reloj de péndulo eléctrico, recientemente inventado. Este reloj, considerado avanzado por su mecanismo de electroimán, se destinaba a la estación del ferrocarril, y se sugirió la instalación de un reloj similar en el centro de la ciudad. El Ayuntamiento de Jerez de la Frontera aceptó la propuesta y decidió ubicarlo en la entonces llamada Plaza de la Constitución (hoy conocida como Plaza del Arenal), frente a la calle Lancería.
La empresa ferroviaria acordó con el Ayuntamiento que el reloj constaría de un farol con cuatro esferas iluminadas por la noche y estaría conectado a un regulador eléctrico de la estación del ferrocarril. El coste estimado de la instalación, que incluiría la colocación del reloj y el tendido del cableado eléctrico, era de unos 12.000 reales de vellón. El Ayuntamiento sería responsable del coste de instalación y del combustible para la iluminación, mientras que la empresa se encargaba del mantenimiento interno del reloj.
El reloj fue instalado a mediados de 1857. En ese entonces, sólo existía uno similar en Londres, en el Puente de Charing Cross, movido desde el Real Observatorio de Greenwich. Pronto surgieron problemas con su funcionamiento, el reloj no mantuvo la precisión esperada y comenzó a detenerse con frecuencia, siendo desmontado en varias ocasiones para intentar repararlo.
En 1858, el reloj fue retirado para su reparación, y tras varios intentos fallidos de restauración, en 1860 el Ayuntamiento solicitó a la empresa del ferrocarril la colocación de un nuevo reloj. A pesar de las gestiones, la empresa no cumplió con su obligación, lo que llevó a la cancelación del contrato en septiembre de 1860. En 1861, la nueva empresa que gestionaba el ferrocarril Sevilla-Jerez-Cádiz se negó a asumir la responsabilidad de los problemas del reloj, aunque contribuyó con 4.000 reales para convertir el reloj eléctrico en uno de cuerda.
En 1866, aprovechando un viaje a Inglaterra, el 2º teniente de alcalde de Jerez encargó la conversión del reloj a cuerda al relojero español José Rodríguez Losada, exiliado liberal que se encontraba en Londres por su oposición a Fernando VII. Esta conversión se hizo sin alterar la esfera ni realizar agujeros. En julio de 1867, el reloj convertido fue recibido y finalmente instalado bajo la supervisión de un relojero local, con un coste de 16000 reales por parte del Ayuntamiento. El reloj se mantuvo en la plaza, aunque sus múltiples problemas de funcionamiento y los cambios de empresa implicaron varios intentos de reparación y adaptación a lo largo de los años.
La última reparación se realizó en 1973, cuando se reemplazaron piezas y esferas. No obstante, en 1978, debido a un nuevos problemas con el reloj, el Ayuntamiento optó por retirarlo y conservar su mecanismo interno en el Museo de Relojes, donde puede ser visitada desde 2001. En 2006, tras finalizar las obras de remodelación de la Plaza del Arenal, el reloj-farola volvió a instalarse en la plaza, a unos diez metros de su ubicación original, como mero elemento decorativo, sin funcionamiento. En 2021, el reloj fue puesto de nuevo en funcionamiento, con un coste de 7000 euros abonados por el Clúster Turístico, el Hotel Jerez, Only Suites y Bookingfax, con nueva maquinaria traída de Suiza y sistema GPS.